# Souvenir of Their Visit to America
Souvenir of Their Visit to America is een ep van de Britse band The Beatles. Het is de eerste van drie ep's van de band die in de Verenigde Staten is uitgebracht, en de enige die werd uitgebracht door Vee-Jay Records. De ep kwam uit op 23 maart 1964 en bestaat uit vier nummers die eerder al op het album Introducing... The Beatles verschenen.
Capitol Records was de Amerikaanse tak van EMI en zustermaatschappij van het Britse Parlophone, waar The Beatles onder contract stonden. Capitol wilde het materiaal van de band echter niet in de Verenigde Staten uitbrengen, waarop de rechten tot hun muziek werden gekocht door Vee-Jay Records. Zij brachten de eerste twee singles van de band uit, net als een alternatieve versie van hun debuutalbum Please Please Me. Nadat The Beatles in februari 1964 optraden bij The Ed Sullivan Show kwamen de rechten van hun muziek alsnog bij Capitol terecht. Vee-Jay had echter nog wel de rechten om tot 10 oktober 1964 materiaal van de groep uit te brengen.
Souvenir of Their Visit to America was een succesvolle ep. Aangezien een deel van de ep’s enkel via de post kon worden gekocht, werd het echter uit de hitlijsten geweerd.

## Tracks
| Nr. | Titel                                    | Duur |
| --- | ---------------------------------------- | ---- |
| 1.  | Misery (Lennon-McCartney)                | 1:48 |
| 2.  | Taste of Honey (Ric Marlow, Bobby Scott) | 2:04 |

| Nr. | Titel                         | Duur |
| --- | ----------------------------- | ---- |
| 1.  | Ask Me Why (Lennon-McCartney) | 2:28 |
| 2.  | Anna (Arthur Alexander)       | 2:58 |